# Tolidopalpus
Tolidopalpus es un género de coleóptero de la familia Mordellidae.

## Especies
Las especies de este género son:
- Tolidopalpus bimaculatus Shiyake, 1997
- Tolidopalpus castaneicolor Ermisch, 1952
- Tolidopalpus galloisi (Kôno, 1932)
- Tolidopalpus kalimantanensis Shiyake, 1995
- Tolidopalpus sakaii Shiyake, 1997